# 東プレ
東プレ株式会社（とうプレ）は、東京都中央区に本社を置く、主に自動車用プレス部品、空調設備、コンピュータ用部品の製造開発などを行うメーカー。定温物流設備・保冷車・冷凍車の製造、販売、並びに施工および修理を行う子会社としてトプレックを持つ。
冷凍冷蔵車の空調機では国内最大手メーカーとなり、消費者向け製品として有名なものに、静電容量無接点方式を採用したキーボード REALFORCEシリーズがある。

## 沿革
- 1935年 - 4月 東京プレス工業株式会社を設立。
- 1962年 - 8月 東京証券取引所2部に上場。
- 1968年 - 9月冷凍、冷蔵車業界へ進出。
- 1970年 - 1月空調機器業界へ進出。

- 1974年 - 2月 東京証券取引所1部に上場。
- 1983年 - 10月 電子機器業界へ進出。
- 1985年 - 10月 現社名に変更。
- 1986年 - 6月 事務機器業界へ進出。
- 1991年 - 10月 冷凍・冷蔵車および冷凍・冷蔵庫の販売部門を分離独立し、トプレック株式会社へ移管。トップ工業株式会社から冷凍・冷蔵車の製造部門を吸収。
- 2001年 - 4月 福岡県久留米市に自動車機器工場新設（東プレ九州）。
- 2004年 - 6月 アメリカ アラバマ州カルマンに自動車機器工場新設（Topre America Corporation）。
- 2006年 - 2月 ISO14001認証取得（広島・栃木事業所）。
- 2009年7月 - 埼玉県比企郡に自動車機器工場新設（東プレ埼玉）。
- 2010年
  - 1月 中国 広東省に自動車用プレス部品の製造・販売会社を設立（東普雷（佛山）汽車部件有限公司）。
  - 12月 タイ バンコク市に自動車部品販売会社を設立（TOPRE（THAILAND）CO., LTD.）。
- 2012年
  - 2月 中国 湖北省に自動車用プレス部品の製造・販売会社を設立（東普雷（襄陽）汽車部件有限公司）
  - 3月 メキシコ ケレタロ州サンファンデルリオ市に自動車用プレス部品の製造・販売会社を設立（Topre Autoparts Mexico, S.A. de C.V.）。
- 2014年 - 1年 三重県鈴鹿市に自動車機器工場新設（鈴鹿工場）。
- 2015年 - 5月 インドネシア バンテン州に冷凍装置および保冷コンテナの製造・販売会社を設立（PT.TOPRE REFRIGERATOR INDONESIA）。
- 2016年
  - 1月 三重県員弁郡にて自動車機器工場を譲受け（東プレ東海）。
  - 4月 豊和精機を吸収合併[1]。
- 2017年
  - 4月 子会社の東プレ埼玉を吸収合併[2]。鈴鹿工場を東プレ東海へ事業譲渡。
  - 10月 子会社の東プレ岐阜を吸収合併[3]。